# الین اکبلوم باک
الین اکبلوم باک (انگلیسی: Elin Ekblom Bak؛ زادهٔ ۵ ژوئن ۱۹۸۱) بازیکن فوتبال اهل سوئد است.
از باشگاه‌هایی که در آن بازی کرده‌است می‌توان به باشگاه فوتبال زنان تیرسو و دیوری گردن اشاره کرد.
وی همچنین در تیم ملی فوتبال زنان سوئد بازی کرده‌است.